# Robert Nuck

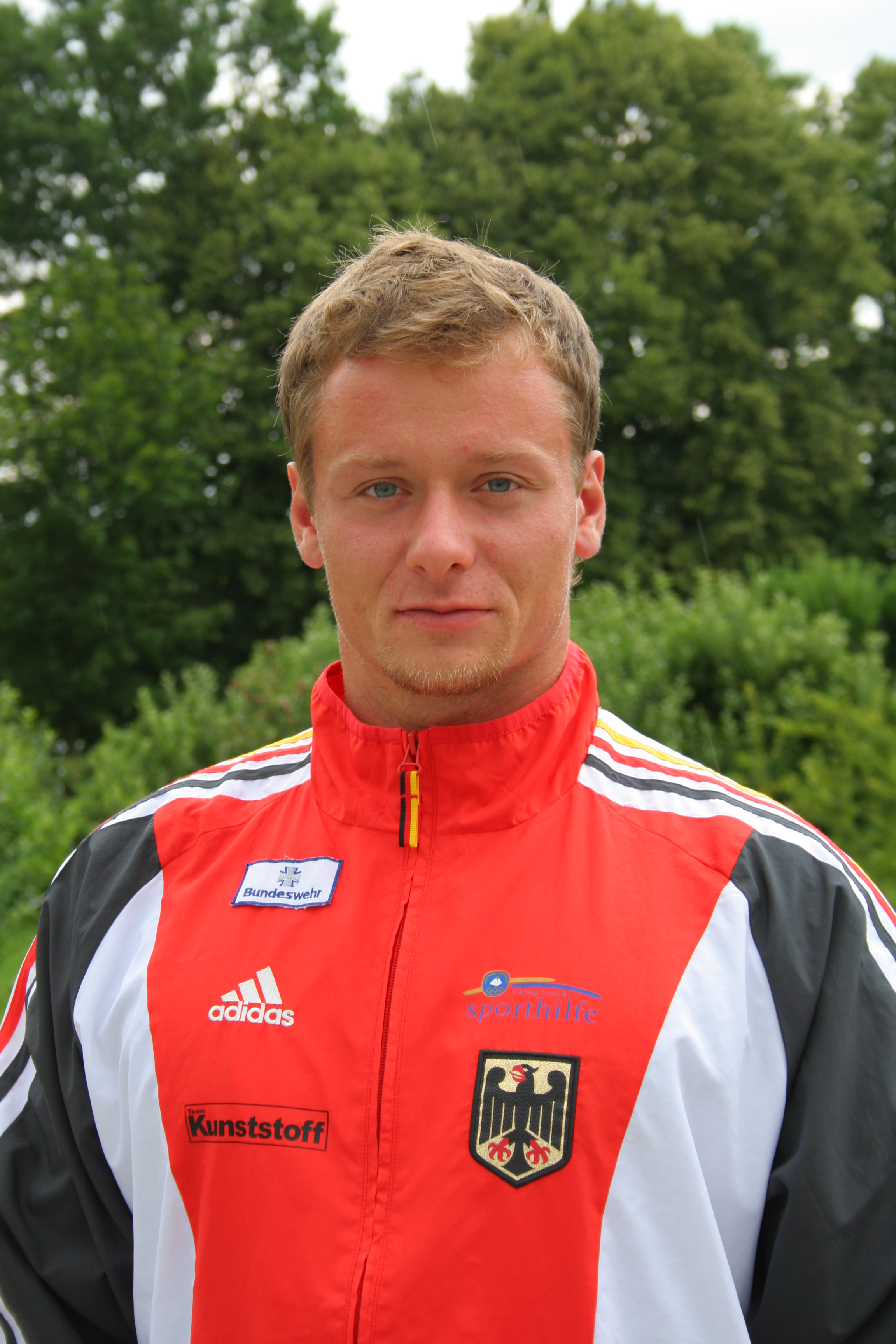
Robert Nuck

Robert Nuck (* 6. Januar 1983 in Radebeul) ist ein deutscher Kanute.
Nuck begann 1992 bei der Sportgemeinschaft der Leipziger Verkehrsbetriebe das Canadierfahren. Dort verblieb er bis 2001 und startete danach für den SC DHfK Leipzig, wo er später von Bundestrainer Kay Vesely trainiert wurde.
Im Jahr 1999 wurde er im Einer-Canadier (C1) über 500 m Juniorenweltmeister, im Vierer-Canadier (C4) gewann er über 1000 m die Bronzemedaille. Ein Jahr später gewann er Silber im Zweier-Canadier (C2) bei den Junioreneuropameisterschaften. 2001 startete Nuck erneut bei den Juniorenweltmeisterschaften und gewann Gold im Zweier über 1000 m und wurde über 500 m Zweiter im Einer und im Vierer. Wegen einer positiven Dopingkontrolle wurde Nuck 2002 für sechs Monate gesperrt. Im März 2003 kam er einer weiteren Dopingkontrolle nicht nach, woraufhin er bis März 2005 von sämtlichen Wettbewerben ausgeschlossen wurde.
2005 trat er erstmals bei Europameisterschaften an und gewann im Vierer über 1000 m Gold. Über 500 m und 200 m wurde er Dritter im Vierer-Canadier. Bei den Kanu-Weltmeisterschaften des Jahres 2005 trat er ebenfalls, über drei Strecken, im Vierer an. Bronze gewann er über 1000 m, über 500 m und 200 m kam er auf den vierten Platz. 2006 gewann er bei EM und WM jeweils die Titel im C4 über 1000 m sowie mit Stefan Holtz Silber im C2 über 500 m. 2007 war Nucks bestes EM-Ergebnis der Bronzerang im C4 über 500 m. Die Kanurennsport-Weltmeisterschaften 2007 in Duisburg brachten Nuck zwei weitere Silbermedaillen im Vierer-Canadier über 1000 m und 500 m.
Da er in seinem Leipziger Verein keinen Zweierpartner finden konnte, wechselte der Sportsoldat im Frühling 2009 für ein Jahr zu den Rheinbrüdern Karlsruhe, für den auch Stefan Holtz startete. Bei den Kanurennsport-Europameisterschaften 2009 holten Nuck und Holtz im C2 den Titel über 500 m sowie Bronze über 200 m und gewannen gemeinsam mit Sebastian Brendel und Chris Wend hinter Russland Silber mit der C1-Staffel über 4-mal 200 m. Im selben Jahr konnte das Duo bei den Weltmeisterschaften dieselben Ergebnisse über 500 m und 200 m wiederholen, während es in der Staffel nur zu einem vierten Rang reichte. Robert Nuck ist seit 2009 bei der Bundespolizei. Nach seiner Rückkehr nach Leipzig musste er in der Saison 2010 wegen einer Verletzung aussetzen. Zum 1. Januar 2011 wechselte auch Stefan Holtz aus Karlsruhe zum SC DHfK Leipzig, um 2011 wieder gemeinsam mit Nuck trainieren zu können. Das Duo konnte sich mit einem achten Platz über 1000 m bei dem Qualifikationsrennen Anfang April 2011 in Duisburg nicht für die Europameisterschaften 2011 qualifizieren und wurde danach aufgelöst. Mit seinem neuen Partner Erik Leue konnte sich der gesundheitlich angeschlagene Nuck in der WM-Qualifikation nicht gegen das Duo bestehend aus Stefan Holtz und Tomasz Wylenzek durchsetzen.
Bei den Weltmeisterschaften 2013 sicherte er sich zusammen mit seinem alten Partner Stefan Holtz den Weltmeistertitel auf der 200-m-Sprintstrecke. Bei den Kanurennsport-Europameisterschaften 2014 holten sie Silber auf der 200-m-Sprintstrecke. Das Gleiche gelang ihnen im Monat darauf auch bei den Weltmeisterschaften in Moskau.

## Erfolge
- Weltmeisterschaften: 2 × Gold, 5 × Silber, 2 × Bronze
- Europameisterschaften: 3 × Gold, 3 × Silber, 5 × Bronze
- Juniorenweltmeisterschaften: 2 × Gold, 2 × Silber, 1 × Bronze
- Junioreneuropameisterschaften: 1 × Silber